# Liste der Bischöfe von Vicenza
Die folgenden Personen waren Bischöfe von Vicenza (Italien):
- Oronzio (589–591)
- Reginaldo (813–)
- Andrea (820–)
- Franco (827–)
- Aicardo (880–881)
- Vitale (901–915)
- Giraldo (956–)
- Rodolfo (ca. 967–973)
- Lambert (995–997)
- Girolamo (1000–ca. 1013)
- Tebaldo (1013–1027)
- Astolfo (1028–1050)
- Liudigerio (1055–1074)
- Didalo (–1080)
- Ezzelino (1080–1108)
- Torengo (ca. 1108–ca. 1123)
- Enrico (1123–ca. 1131)
- Lotario (1134–1154)
- Umberto I. (1158–1161)
- Aribert (1164–1178)
- Seliger Giovanni Cacciafronte (1179–1184)
- Pistore (1184–1200)
- Umberto II. (1202–1213)
- Nicolò Maltraversi (1213–1219) (auch Bischof von Reggio nell’Emilia)
- Zilberto (1219–1227)
- Manfredo de’ Pii (1232–1255)
- Seliger Bartolomeo da Breganze (1255–1270)
- Bernardo Nicelli (1270–1287)
- Pietro Saraceni (1287–1295)
- Andrea de’ Mozzi (fiorentino) (1295–1296)
- Seliger Rinaldo da Concorezzo (1296–1303)
- Altegrado dei Cattanei da Lendinara (1304–1314)
- Sperendio da Verona (1315–1321)
- Francesco Temprarini (1321–1335)
- Biagio da Leonessa (1336–1347/9)
- Egidio de’ Boni da Cortona (1348/9–1361)
- Giovanni de’ Surdis (1362–1386) (auch Bischof von Mantua)
- Nicolò da Verona (1387–1387)
- Pietro Filargo, O.F.M. (1388–1389) (auch Bischof von Novara)
- Giorgio de’ Tortis (1390–1390)
- Giovanni da Castiglione (1390–1409)
- Pietro Emiliani (1409–1433)
- Francesco Malipiero (1433–1451)
- Pietro Kardinal Barbo (1451–1464)
- Marco Barbo (1465–1471)
- Giovanni Battista Kardinal Zeno (1471/3–1501)
- Pietro Dandolo (1501–1507)
- Galeotto Kardinal Franciotti della Rovere (1507)
- Sisto Kardinal Gara della Rovere (1508–1509)
- Francesco della Rovere (1509–1514)
- Francesco Kardinal Soderini (1515–1524)
- Niccolò Kardinal Ridolfi (1524–1550) (Apostolischer Administrator)
- Angelo Bragadin (1550–1560)
- Giulio Kardinal della Rovere (1560–1566) (auch Bischof von Ravenna)
- Matteo Priuli (1565–1579)
- Michele Priuli (1579–1603)
- Giovanni Kardinal Dolfin (1603–1606)
- Dionisio Dolfin (1606–1625)
- Federico Kardinal Corner (1626–1629) (danach Bischof von Padua)
- Luca Stella (1632–1639)
- Marcantonio Kardinal Bragadin (1639–1655)
- Giovanni Battista Brescia (1656–1659)
- Giuseppe Civran (1660–1684)
- Giambattista Kardinal Rubini (1684–1702)
- Sebastiano Venier (1702–1738)
- Antonio Maria Kardinal Priuli (1739–1767)
- Marco Corner (1767–1779)
- Alvise Maria Gabrieli (1779–1785)
- Marco Zaguri (1785–1810)
- Giovanni Maria Peruzzi (1810–1830)
- Giovanni Giuseppe Cappellari (1832–1860)
- Heiliger Giovanni Antonio Farina (1860–1888)
- Antonio Maria De Pol (1888–1892)
- Antonio Feruglio (1893–1909)
- Ferdinando Rodolfi (1911–1943)
- Carlo Zinato (1943–1971)
- Arnoldo Onisto (1971–1988)
- Pietro Giacomo Nonis (1988–2003)
- Cesare Nosiglia (2003–2010)
- Beniamino Pizziol (2011–2022)
- Giuliano Brugnotto (seit 2022)